# Mangal Shobhajatra
Mangal Shobhajatra hoặc Mangal Shovajatra (tiếng Bengal: মঙ্গল শোভাযাত্রা) là một loạt các hoạt động bắt đầu lúc bình minh của ngày đầu tiên trong ngày lễ năm mới ở Bangladesh (Pohela Boishakh, vào ngày 14 hoặc 15 tháng 4). Hoạt động này do các thầy cô giáo và sinh viên của khoa Mỹ thuật của Đại học Dhaka tổ chức hàng năm, từ năm 1989. Lễ hội này được coi là một sự thể hiện của bản sắc thế tục của người dân Bangladesh và một cách để thúc đẩy sự đoàn kết. UNESCO đã coi lễ hội này là kiệt tác di sản truyền khẩu và phi vật thể của nhân loại vào năm 2016, phân loại trên danh sách như là một di sản của nhân loại.
Cụm từ tiếng Bengali Mangal Shobhajatra có nghĩa đen là "đám rước cho hạnh phúc". Hàng năm, hàng ngàn người tham gia vào cuộc diễu hành với các bản sao khổng lồ của chim, cá, động vật, truyện dân gian và các họa tiết khác. Cuộc diễn hành tượng trưng cho sự đoàn kết, hòa bình, xua đuổi cái ác để đất nước và nhân loại tiến bộ.. Nó được coi là sự thể hiện bản sắc thế tục của người Bangali, thống nhất đất nước không phân biệt giai cấp, tuổi tác, đức tin tôn giáo hay giới tính.

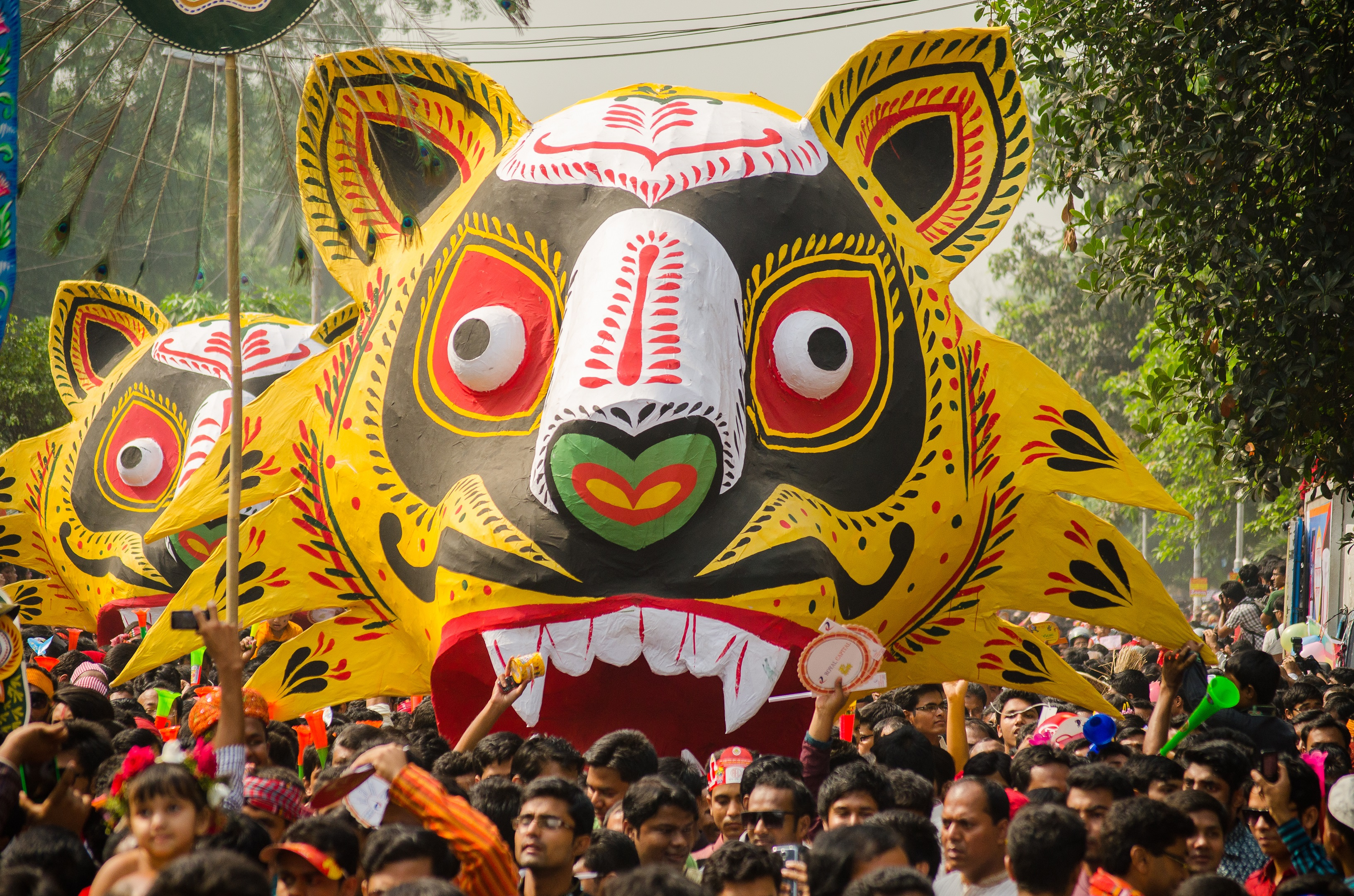
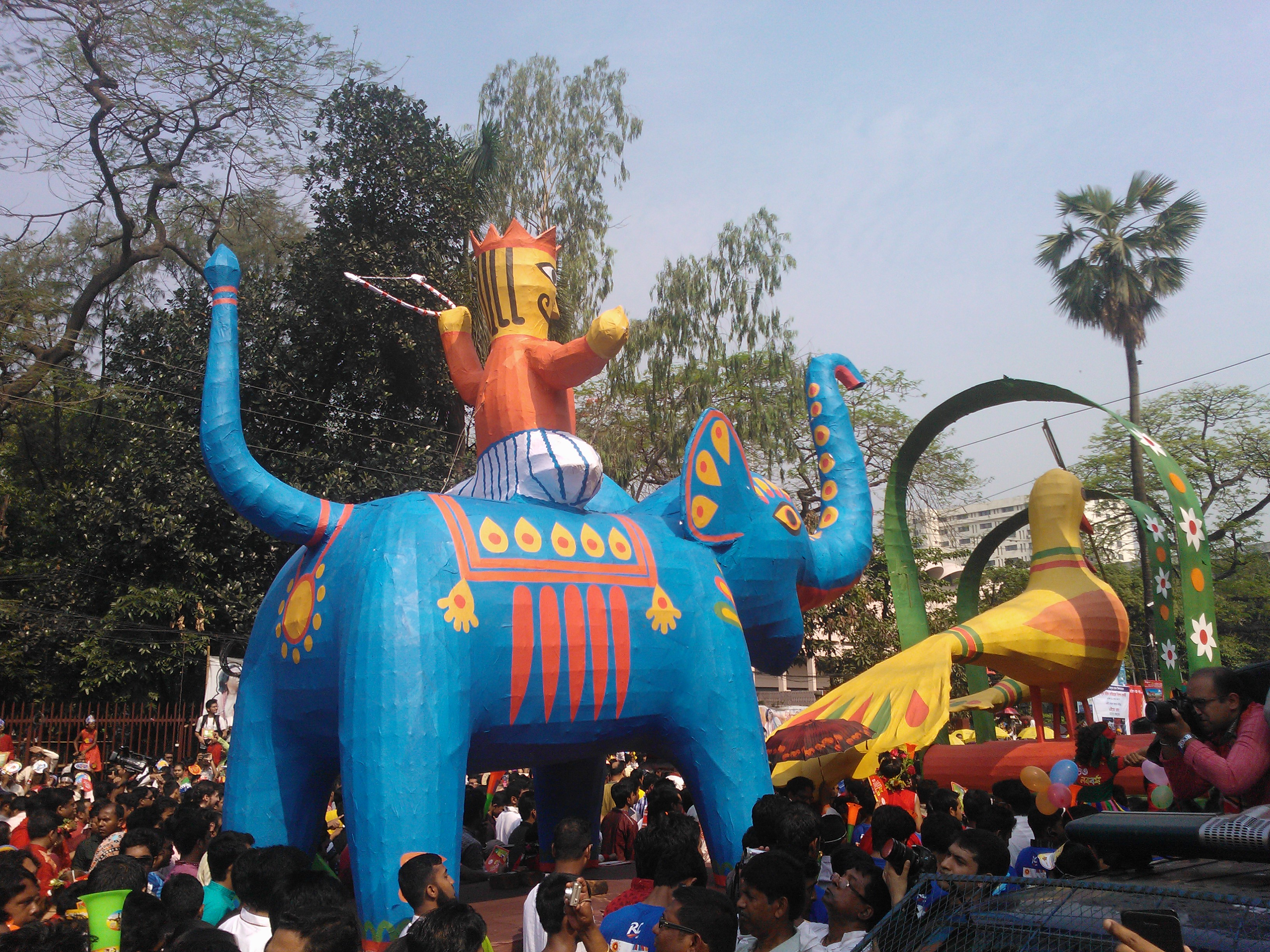
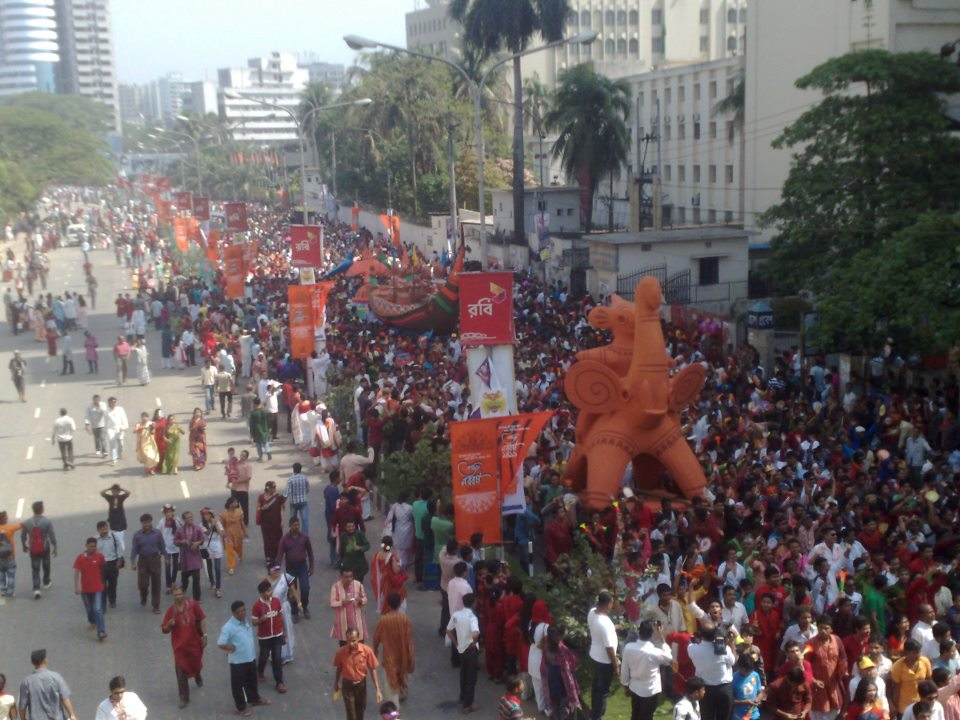